# مينا لوي
مينا لوي (بالإنجليزية: Mina Loy) (27 ديسمبر 1882، هامبستاد في المملكة المتحدة - 25 سبتمبر 1966، أسبن في الولايات المتحدة)؛ شاعرة، كاتِبة، ممثلة وروائية بريطانية.

## روابط خارجية
- مينا لوي على موقع الموسوعة البريطانية (الإنجليزية)